# Tinea nigriceps
Tinea nigriceps är en fjärilsart som beskrevs av Philipp Christoph Zeller 1877. Tinea nigriceps ingår i släktet Tinea och familjen äkta malar.
Artens utbredningsområde är Colombia. Inga underarter finns listade i Catalogue of Life.